# Itanhandu
Itanhandu là một đô thị thuộc bang Minas Gerais, Brasil. Đô thị này có diện tích 143,938 km², dân số năm 2007 là 14395 người, mật độ 98,2 người/km².